# Enblomstret flitteraks
Enblomstret flitteraks (Melica uniflora) er et 30-45 cm højt græs, der vokser i åben skov og krat. Bladene er overhængende, flade og linjeformede. Blomsterstanden er en ensidigt forgrenet top med enkeltvis siddende småaks.

## Beskrivelse
Enblomstret flitteraks er et flerårigt græs med en blødt overhængende og tæppedannende vækstform. Bladene er flade og linjeformede, lysegrønne på begge sider og ganske svagt hårede. Blomstringen sker i maj-juni, hvor de blomsterbærende skud hæver sig højt over bladdækket. Blomsterstanden er en åben, ensidigt forgrenet top med udspærrede eller helt oprette grene, der hver især bærer 1-6 småaks. Frugterne er nødder med blivende yderavner.
Rodnettet består af krybende jordstængler og trævlede, grove rødder.
Højde x bredde og årlig tilvækst: 0,45 x 0,45 (45 x 45 cm/år), heri ikke medregnet skud og blade fra jordstænglerne.

## Hjemsted
Enblomstret flitteraks er udbredt i Nordafrika, Mellemøsten, Lilleasien, Kaukasus og det meste af Europa. I Danmark er den almindelig i Østjylland og på Øerne, og i øvrigt sjælden eller helt manglende.
Arten regnes for at tilhøre plantesamfundet Galio odorati-Fagetum, og den foretrækker et skyggefuldt voksested under løvskov, gerne i kystnære eller andre egne med høj luftfugtighed. Jordbunden skal helst være fugtig, omtrent neutral og med et nogenlunde højt indhold af mineralske gødningsstoffer.
I Ename-skoven i Flandern findes arten sammen med andre repræsentanter for gammel skovbund: alm. bingelurt, firblad, guldnælde, klokkeskilla, desmerurt, fladkravet kodriver, hvid anemone, liden singrøn, lundfredløs, påskelilje, skovstar, skovviol, smalbladet mangeløv, stor konval og Veronica montana (en ærenpris-art).
| Portal | Portal:Botanik |

## Note
1. ↑  Olivier Honnay, Martin Hermy og Pol Coppin: Impact of habitat quality on forest plant species colonization Arkiveret 31. marts 2017 hos  Wayback Machine (engelsk)